# Wiktor Godlewski
Victor Godlewski était un explorateur et naturaliste polonais. Après avoir passé du temps dans les katorgas sibériens après sa participation à l'Insurrection de Janvier 1863, il commença à étudier la faune de la Sibérie, donnant son son à plusieurs espèces animales, dont le Bruant de Godlewski et le Pipit de Godlewski.

## Biographie
Wiktor Godlewski est né dans une famille noble à Boguty Wielkie (pl) (en Mazovie) pendant le Royaume du Congrès. Après la mort de son père en 1848, il partit travailler à Brulino-Koski dans la propriété de son cousin Józef Wincenty. Il s'intéressa à l'ornithologie et collabora avec Władysław Taczanowski.
Pour le punir de sa participation à l'Insurrection de Janvier 1863, il fut envoyé dans des mines sibériennes, où il put étudier une faune spécifique avec Alfons Parvex (pl).
Il collabora avec Benedykt Dybowski pour étudier la faune et la flore sibérienne et publièrent dans Journal of Ornithology. Ils auraient par exemple été les premiers à mesurer la profondeur du Lac Baïkal. Ils furent aussi aidés par un autre exilé polonais, Michał Jankowski (en).
Après avoir purgé sa peine en 1877, il acheta en 1890 une propriété à Ostrów Mazowiecka et initia des banques, dont un crédit coopératif.
Il mourut du typhus dans sa propriété de Smolechy et est inhumé dans le cimetière de Jasienica.

## Galerie

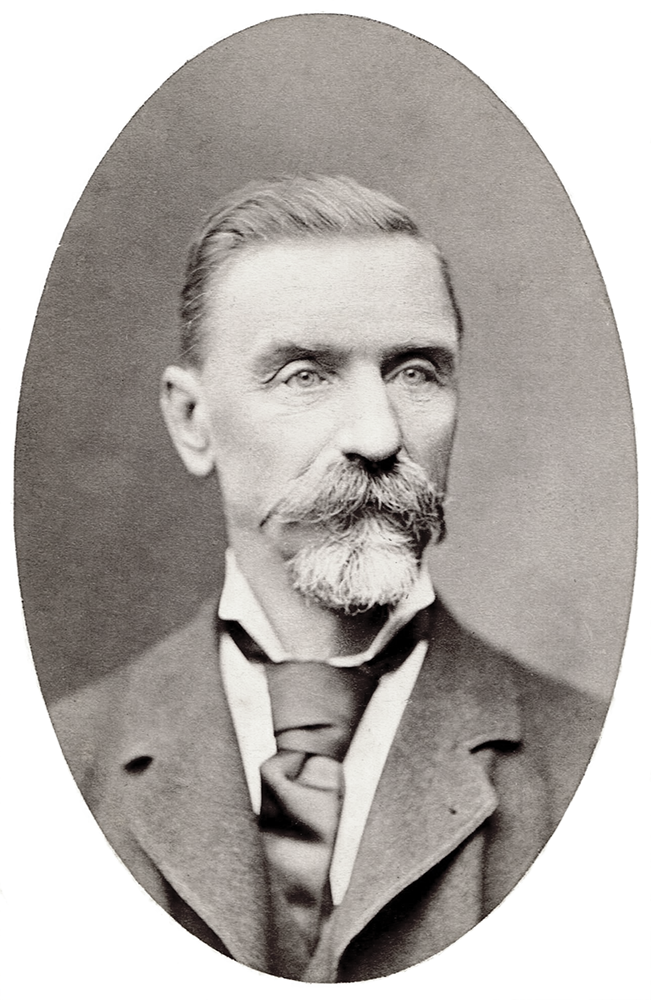
Wiktor Godlewski en 1890
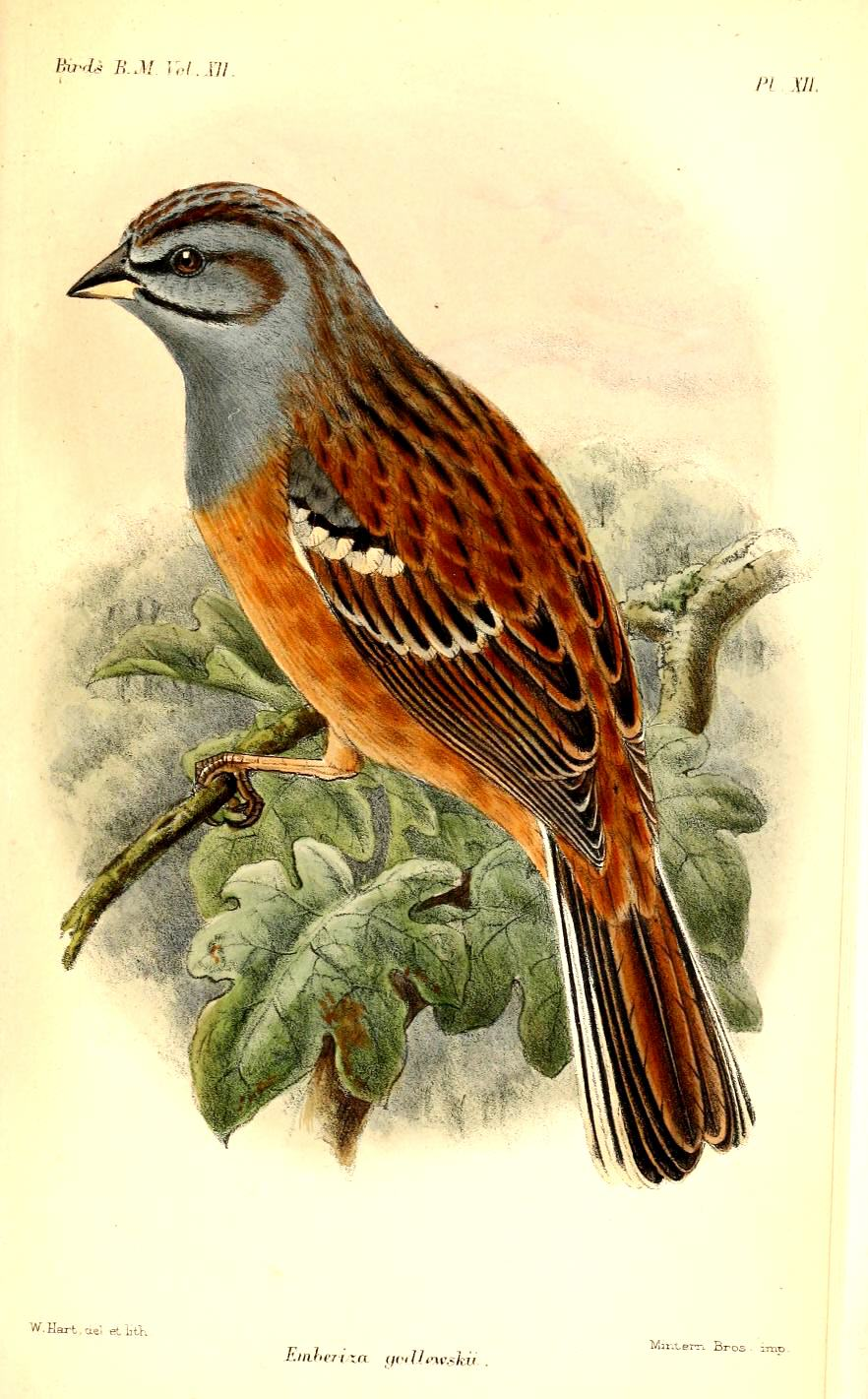
le Bruant de Godlewski, dessin de William Matthew Hart (en)
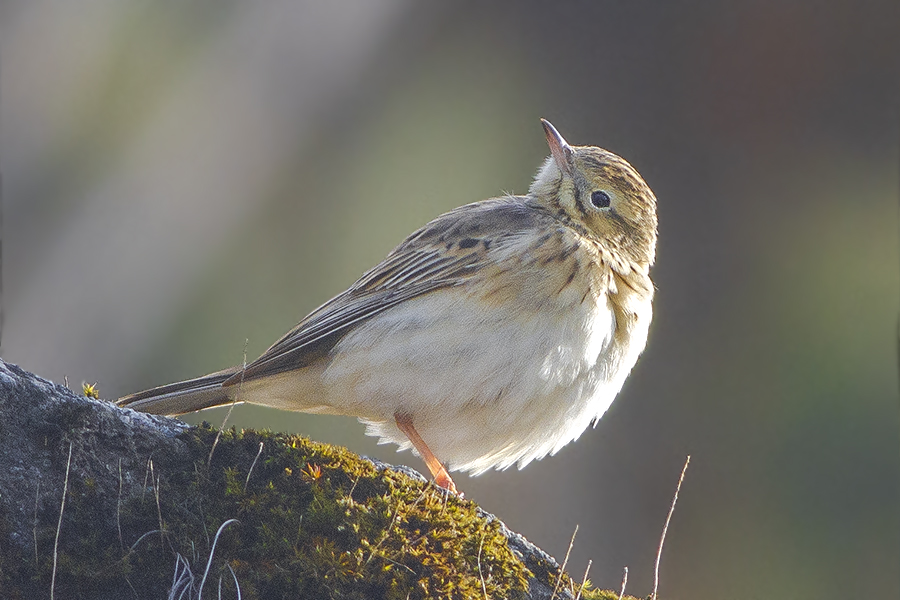
Pipit de Godlewski aperçu dans le sanctuaire de la vie sauvage de Pangolakha, dans le Sikkim, État du nord de l'Inde, dans l'Himalaya.

## Animaux portant son nom
- Bruant de Godlewski
- Pipit de Godlewski
- Limnocottus godlewskii
- Godlewskia columella